# Primaticcio (metrostation)
Primaticcio is een metrostation in de Italiaanse stad Milaan dat werd geopend op 18 april 1975 en wordt bediend door lijn 1 van de metro van Milaan.

## Geschiedenis
Primaticcio is het middelste station van het trio dat op 18 april 1975 de verlenging van de zuidtak van lijn 1 vormde. 

## Ligging en inrichting
De verdeelhal en de perrons liggen bovenelkaar op respectievelijk niveau -1 en -2 onder de Viale Legioni Romane vlak ten westen van het kruispunt met de Via Francesco Primaticcio. De toegangen liggen op de vier hoeken van het kruispunt en zijn met voetgangerstunnels verbonden met de verdeelhal. De plattegrond van de verdeelhal is zoals het standaardontwerp, de achterwand is echter vervangen door ramen waardoor een blik op de sporen kan worden geworpen. De verdeelhal wordt gedragen door zuilen tussen de sporen, verder naar het oosten bestaat het dak uit liggers die de grond en de straat boven de tunnel dragen. Hoewel het station onderdeel is van lijn 1 zijn de wanden voor een groot deel afgewerkt met een groene beplating, de lijnkleur van lijn 2.